# Dolina Środkowej Odry
Dolina Środkowej Odry (315.61) – mezoregion fizycznogeograficzny w zachodniej Polsce i wschodnich Niemczech, stanowiący zachodnią część Pradoliny Warciańsko-Odrzańskiej. Region graniczy od północy z Lubuskim Przełomem Odry, Równiną Torzymską i Pojezierzem Łagowskim, od wschodu z Kotliną Kargowską, a od południa z Wysoczyzną Czerwieńską, Doliną Dolnego Bobru i Wzniesieniami Gubińskimi. Na terenie Polski region leży w całości w obrębie województwa lubuskiego.
Region obejmuje szeroką na 5–10 km dolinę Odry, rozciągającą się na długości ok. 100 km – od ujścia Obrzycy poza ujście Pliszki poniżej Słubic. Dolina o stromych północnych zboczach jest dobrze wykształcona, z wyraźnym tarasem łąkowym i wyższymi, zalesionymi tarasami piaszczystymi. Dno doliny opada od 50 do 20 m n.p.m. W obrębie regionu, od ujścia Nysy Łużyckiej, Odra jest rzeką graniczną.
Głównym ośrodkiem miejskim regionu jest Krosno Odrzańskie. Dolina Środkowej Odry rozpościera się na terenie gmin: Sulechów, Czerwieńsk, Krosno Odrzańskie, Dąbie, Maszewo, Gubin, Cybinka i Słubice.